# Ross Filipo
Pour l’article ayant un titre homophone, voir Filippo.

a Compétitions nationales et continentales officielles uniquement.

b Matchs officiels uniquement.
Dernière mise à jour le 13 décembre 2018.
Ross Ami Filipo, né le 14 avril 1979 à Lower Hutt est un joueur international néo-zélandais de rugby à XV. C’est un deuxième ligne ou troisième ligne de 1,96 m pour 115 kg.

## Carrière

### En club
- 2001-2002 : Malborough (NPC)
- 2002-2008 : Wellington (NPC)
- 2009-2011 : Aviron bayonnais (Top 14)
- 2011-2012 : London Wasps (Aviva Premiership)
- 2012-2014 : Wellington (NPC)
- 2015-2016 : Racing Métro 92 (Top 14)
- 2016 : Hawke's Bay (NPC)
- 2017-2018 : Coca Cola Red Sparks (Top League)

### En province
- 2004-2009 : Crusaders (Super 15)
- 2013-2015 : Chiefs (Super 15)

### En équipe nationale
- Filipo a disputé deux test matchs avec l'équipe des Māori de Nouvelle-Zélande en 2005.
- Filipo a disputé quatre test matchs avec l'équipe de Nouvelle-Zélande entre 2007 et 2008.

### Entraîneur
Après l'arrêt de sa carrière de joueur, il devient entraîneur des avants du club japonais des Coca Cola Red Sparks en Top League à partir de la saison 2017-2018.

## Palmarès

### En club
- Vainqueur du Super 12 en 2005 avec les Crusaders.
- Finaliste du National Provincial Championship en 2006 avec Wellington.
- Vainqueur du Super 14 en 2006 et en 2008 avec les Crusaders.
- Vainqueur du Top 14 (Saison 2015-2016) avec le Racing Métro 92.

### En équipe nationale
- Vainqueur du Tri-nations en 2007.

## Statistiques

### En équipe nationale
De 2007 à 2008, Ross Filipo compte 4 sélections avec les All-Blacks. Avec les Kiwis, il dispute une édition du Tri-nations en 2007.